# Jason Kay
Jason Kay o Jay Kay, pseudonimo di Jason Luís Cheetham (Stretford, 30 dicembre 1969), è un musicista e cantante britannico, frontman, leader e fondatore della band acid jazz-funk Jamiroquai.

## Biografia
Jay Kay è nato a Stretford, Greater Manchester, il 30 dicembre 1969. Sua madre, Karen Kay, è un'ex cantante di cabaret e una personalità televisiva abbastanza nota. Suo padre è Luís Saraiva, ex chitarrista portoghese, che riuscì a conoscere solamente nel 2001. Il gemello identico di Kay, David, è morto alcune settimane dopo la nascita. La madre di Kay lo ha allevato in gran parte da sola dandogli "un'infanzia itinerante, a metà tra Suffolk e Devon", secondo la sua intervista del Daily Telegraph risalente al 2010. Per un periodo è stato residente a Ealing, dove ha vissuto sulla Grange Road. In questa località ha eseguito alcuni dei suoi primi concerti al The Haven, un pub sulla Spring Bridge Road (ora trasformato in uffici) e sulla Broadway Boulevard (ora Club Karma).
Kay ha frequentato la scuola di Oakham a Rutland. Quando si trasferì a Ealing durante i suoi anni adolescenti, ha frequentato la Twyford High School dove ha scoperto la sua passione per la musica. Lasciò la scuola a soli 15 anni e tre mesi dopo se ne andò dalla casa londinese della madre. Passò parte della sua gioventù vagando per le strade e per sopravvivere dovette ricorrere al furto e ad adattarsi a fare svariati lavori, tra cui lo spacciatore di droghe leggere, ma dopo avere attraversato situazioni troppo rischiose decise di tornare a vivere dalla madre. Grazie alla sua vita randagia, tuttavia, ebbe modo di assorbire e di lasciarsi influenzare dalla cultura di strada, dall'hip hop, dall'arte dei graffiti e dalla break dance. La passione per la musica e in particolare per il canto nasce dalle ripetute esibizioni vissute insieme alla madre in giro per i vari cabaret e locali dove lei si esibiva; la voce di Kay e la sua peculiarità risentono dell'influenza jazz. Egli stesso ha più volte affermato di ispirarsi vocalmente e musicalmente a Stevie Wonder o Roy Ayers.

### Carriera
Tutto cambiò nel 1989, quando un amico gli lasciò uno studio di registrazione dove poté cominciare a mettere in pratica la sua passione per la musica. Lì conobbe Wallis Buchanan, originario dell'Australia ed eccellente suonatore di didgeridoo. Con lui e altri amici musicisti Kay formò la sua prima band e diede vita nel 1989 al primo demo When You Gonna Learn?. Kay ha formato i Jamiroquai con i membri Toby Smith (tastiere), Stuart Zender (basso), Nick Van Gelder (batteria dal 1992-1993), Derrick McKenzie (batteria dal 1994-presente), Wallis Buchanan (didgeridoo) e apparizioni di Gavin Dodds (chitarra), Maurizio Ravelico (percussioni) e Johnny Thirkell (fiati) tra gli altri, sia nell'album di debutto della band che nel loro primo tour.
I Jamiroquai hanno venduto più di trenta milioni di album e ha trascorso 162 settimane complessive in classifica tra il 1992 e il 2006 con un patrimonio personale di Kay dichiarato di circa 40 milioni di sterline. È apparso sul Sunday Times Rich List 2004 al 950º posto. Il Sunday Times Rich List 2008 lo ha relegato alla posizione numero 1 794, con 40 milioni di sterline. Dopo l'enorme successo del primo singolo dei Jamiroquai, When You Gonna Learn, il gruppo ottiene un contratto con la Acid Jazz Records, ma dovette attendere il 1992 per raccogliere i primi frutti, quando Kay firmò un contratto per otto dischi con la Sony BMG Music Entertainment.
Il 17 maggio 1993 viene dato alle stampe il primo album intitolato Emergency on Planet Earth, diventando il più famoso tra i nuovi talenti di quell'anno nel Regno Unito. il contratto con la Sony finì nel 2007. Il terzo album della band, Traveling Without Moving (1996), ha portato l'attenzione internazionale sul gruppo, grazie anche al video innovativo del singolo Virtual Insanity che ha fatto vincere ai Jamiroquai quattro MTV Video Music Awards. Il loro quarto album, Synkronized (1999), è stato registrato nello studio casalingo di Kay situato nel giardino della sua casa di 500 anni, con 11 camere da letto nella contea di Buckinghamshire. Kay è talvolta chiamato "Jamiroquai", generando l'equivoco che invece che una band sia un artista solista.

#### Cappelli
Kay è noto per la sua gamma di cappelli e copricapo elaborati, quando si esibisce in concerti, interviste ecc. È stato definito "il cappellaio matto" per il suo amore per i cappelli. Si dice che abbia molti cappelli differenti che indossa a concerti e in pubblico. Alcuni gruppi nativi americani e i loro sostenitori lo hanno criticato per disonorare la sacralità di questi copricapo.

#### Apparizioni televisive
Kay è apparso in un episodio della serie BBC The Naked Chef accanto allo chef Jamie Oliver. È apparso sulla serie Strictly Come Dancing cantando Canned Heat.
È apparso anche quattro volte nel programma TV Top Gear della BBC. La prima apparizione è stata nella serie 1, episodio 2, dove ha fissato un tempo record di 1:48.1 per l'episodio "Quante moto salta un autobus?" diventando l'obiettivo da superare per la maggior parte della serie. La sua seconda apparizione è stata nella serie 3, episodio 4, dove Kay ha guidato la sua Lamborghini Miura con Richard Hammond come passeggero. La terza apparizione è nella serie 11, episodio 6, dove è venuto a battere il nuovo detentore del giro record, Simon Cowell. È riuscito nel tentativo con un tempo record di 1:45.8.
Kay ha vinto il premio John Sergeant di Top Gear per la migliore danza dopo aver appreso che il suo tempo sulla pista di prova di Top Gear è stato il miglior tempo nel 2008.

### Vita privata
Dal 1998 al 2001, Kay ha frequentato Denise van Outen. Erano quasi prossimi al matrimonio, ma si lasciarono nel 2001; l'album dei Jamiroquai A Funk Odyssey è principalmente ispirato alla loro rottura. In un'intervista del 2010 Kay ha indicato che tempo fa aveva fatto uso di cocaina. Dal 2003 si è disintossicato da qualsiasi sostanza. Nell'ottobre 2017, in occasione dell'uscita dell'ultimo album, ha affermato di essersi sposato con Maria e di avere due figlie, Carla e Tallulah.

#### Automobili
Kay ha sempre avuto un forte interesse per le auto e ha posseduto più di 100 auto di lusso, principalmente auto sportive. Il suo interesse per le automobili è stato reso pubblico con l'uscita dell'album Travelling Without Moving. La copertina dell'album presenta un adattamento del logo "Buffalo Man" e della cresta di una Ferrari. Nel 2011 ha visitato Maranello per una visione esclusiva della nuova Ferrari 458 Spider. Tre delle sue auto sono apparse nel video per la canzone Cosmic Girl. In totale, possiede oltre 100 veicoli, tra cui una Ferrari 330 GT Vignale Shooting Brake del 1965.
Egli detiene il record sul Top Gear per il giro più veloce con una Chevrolet Lacetti. Il suo tempo di 1:46.83 era quattro centesimi di secondo davanti a Kevin McCloud, un decimo di secondo prima di Brian Johnson (cantante della rock band AC / DC) e un decimo di secondo al di sopra di Simon Cowell. Kay ha anche gareggiato nella gara di Celebrity Challenge al 2012 al Silverstone Classic, finendo terzo dietro Brian Johnson e Kelvin Fletcher. Al Festival della velocità di Goodwood del 2014 Kay ha mostrato una Ferrari "La Ferrari" verde brillante che è attualmente unica per il suo colore al mondo.